# 셰린 칸칸

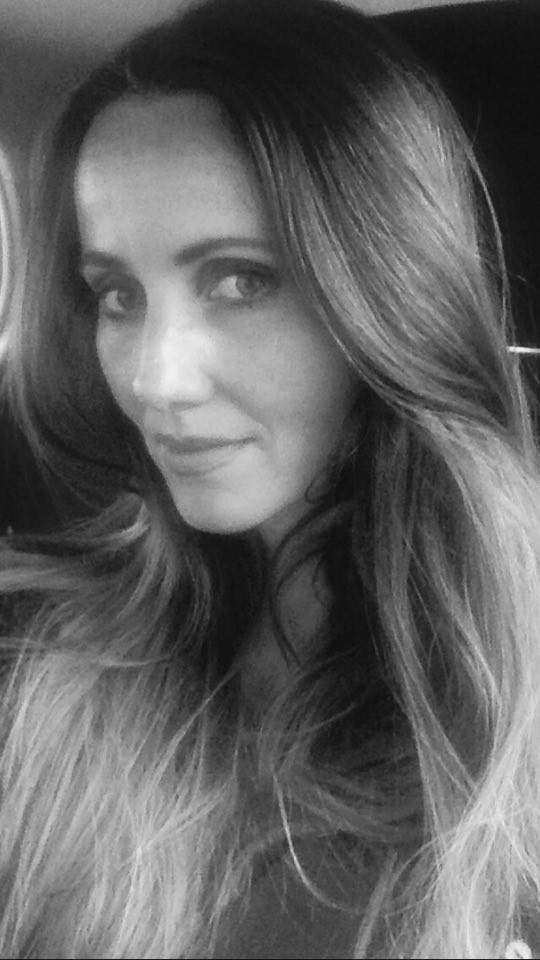
셰린 칸칸

셰린 칸칸(덴마크어: Sherin Khankan, 1974년 10월 13일 ~ )은 덴마크의 이맘이다. 덴마크 역사상 최초의 여자 이맘으로서 코펜하겐에 위치한 마리암 모스크(Mariam Mosque)의 이맘으로 근무하고 있다.
덴마크에서 핀란드인 어머니와 시리아인 아버지의 딸로 태어났다. 시리아 다마스쿠스에서 교육을 받았지만 2000년에 덴마크로 귀환했다. 코펜하겐 대학교에서 종교사회학, 철학 석사 학위를 받은 경력을 갖고 있다. 이슬람교와 여성, 극단주의, 정치 간의 관계를 소재로 한 서적을 집필했다. 2016년에는 영국 BBC가 선정한 100대 여성 가운데 한 명으로 선정되었다.